# Яман (Ілецький район)
Яма́н (рос. Яман) — село у складі Ілецького району Оренбурзької області, Росія.

## Населення
Населення — 675 осіб (2010; 771 у 2002).
Національний склад (станом на 2002 рік):
- росіяни — 82 %